# Polyosma annamensis
Polyosma annamensis är en tvåhjärtbladig växtart som beskrevs av François Gagnepain. Polyosma annamensis ingår i släktet Polyosma och familjen Escalloniaceae. Inga underarter finns listade i Catalogue of Life.